# Puglia (croiseur protégé)
La Puglia (région des Pouilles en italien) était un croiseur protégé de la Regia Marina mis en service en 1901. Il était le dernier des six navires de classe Regioni, qui portaient tous le nom de régions d'Italie. Il a été construit à Tarente entre octobre 1893 et mai 1901, date à laquelle il a été mis en service dans la flotte.

## Historique
LaPuglia a servi à l'étranger pendant une grande partie de sa carrière, y compris des périodes dans les eaux d'Amérique du Sud et d'Asie de l'Est. Il a participé à la guerre italo-turque en 1911-1912, principalement dans la mer Rouge. Pendant la guerre, il a bombardé les ports ottomans en Arabie et a aidé à faire appliquer un blocus sur le trafic maritime dans la région. Il était encore en service pendant la Première Guerre mondiale ; la seule action à laquelle il participa fut l'évacuation des unités de l'armée serbe de Durrës en février 1916. Pendant l'évacuation, il bombarda l'armée austro-hongroise qui le poursuivait. Après la guerre, la Puglia a été impliquée dans l'occupation de la côte dalmate et, en 1920, son capitaine a été assassiné lors d'une violente confrontation à Split avec des nationalistes croates.

### Préservation
Le vieux croiseur Puglia, après avoir été désarmé et désarmé, fut donné en 1923 à Gabriele d'Annunzio : la proue et la plupart des superstructures (château, pont, artillerie, etc.) furent alors exposées par le poète dans le parc du musée Vittoriale degli italiani à Gardone Riviera (Lombardie), symboliquement face à l'Adriatique. 
L'ingénieur qui s'est occupé de la reconstruction de la passerelle était Silla Giuseppe Fortunato.

## Galerie

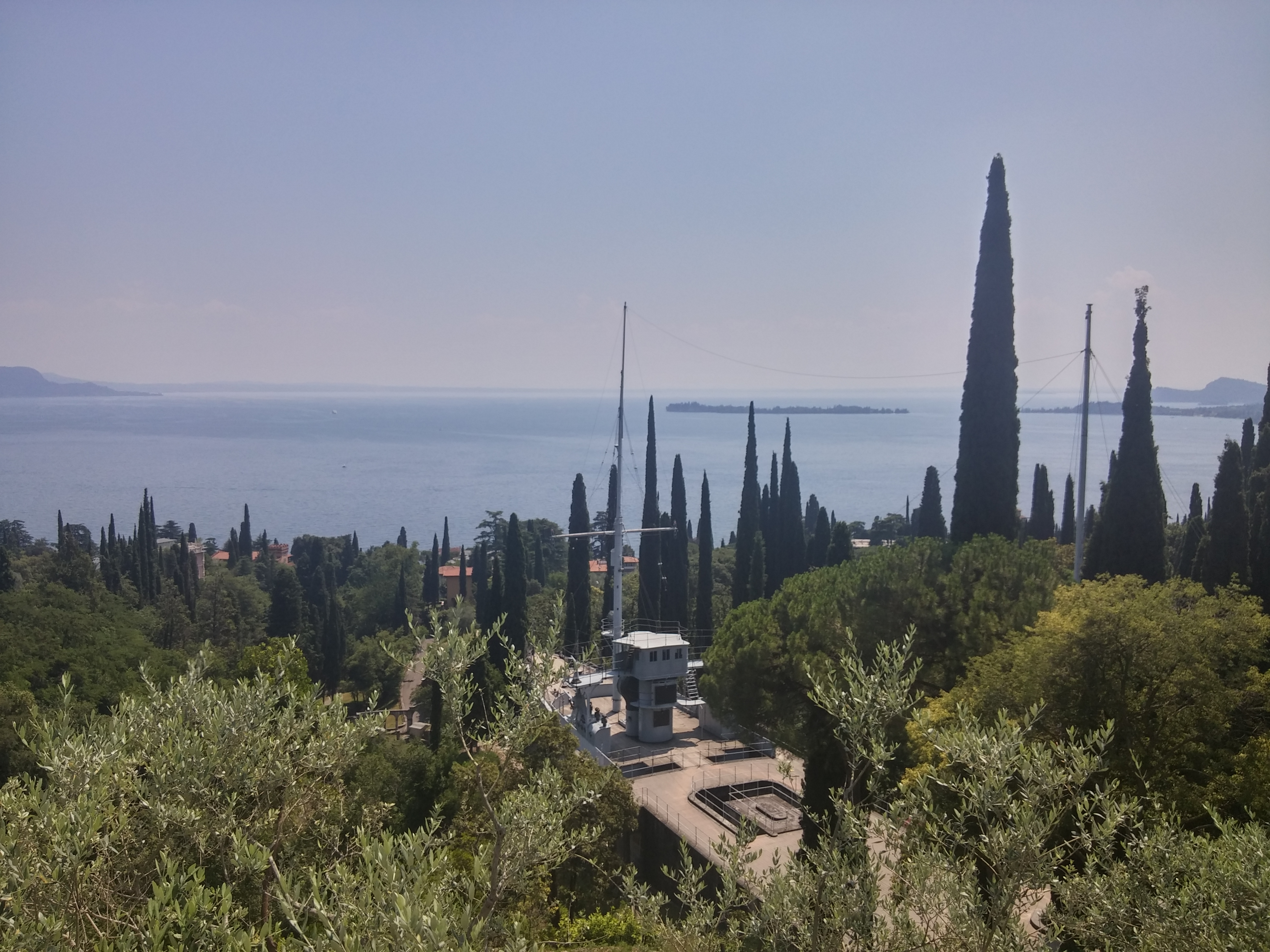
Face à l'Adriatique (parc du musée)
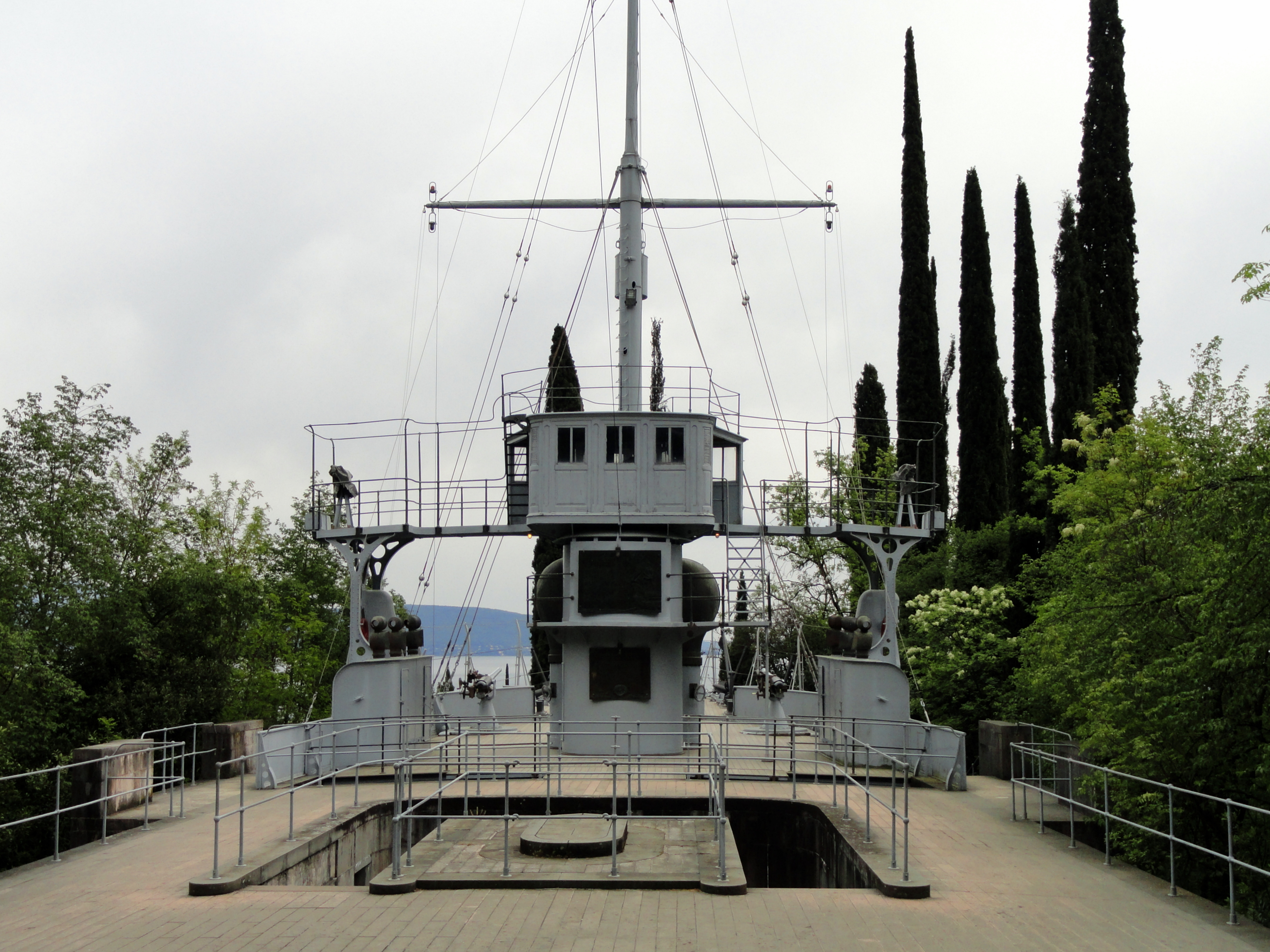
La passerelle
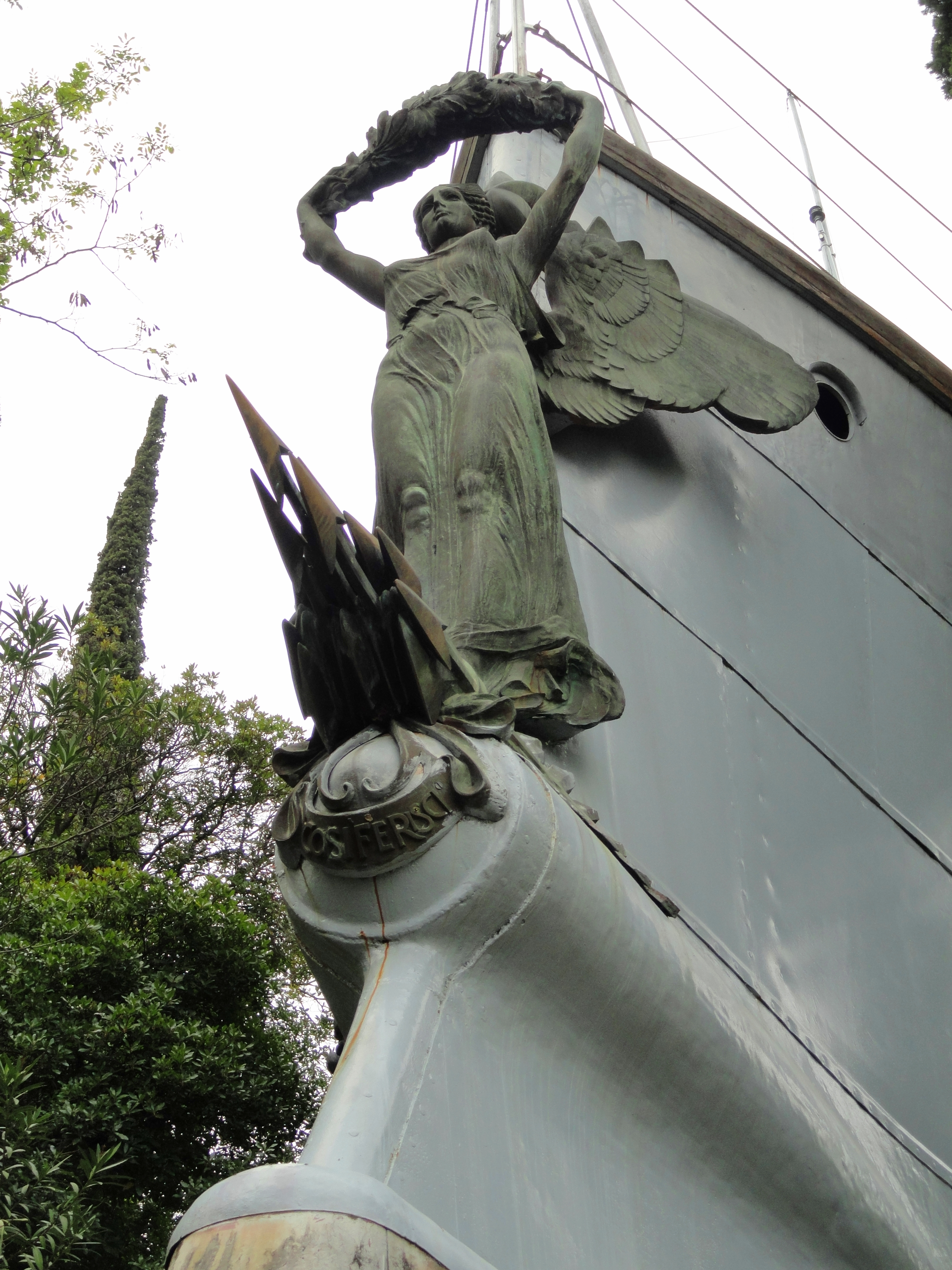
Figure de proue
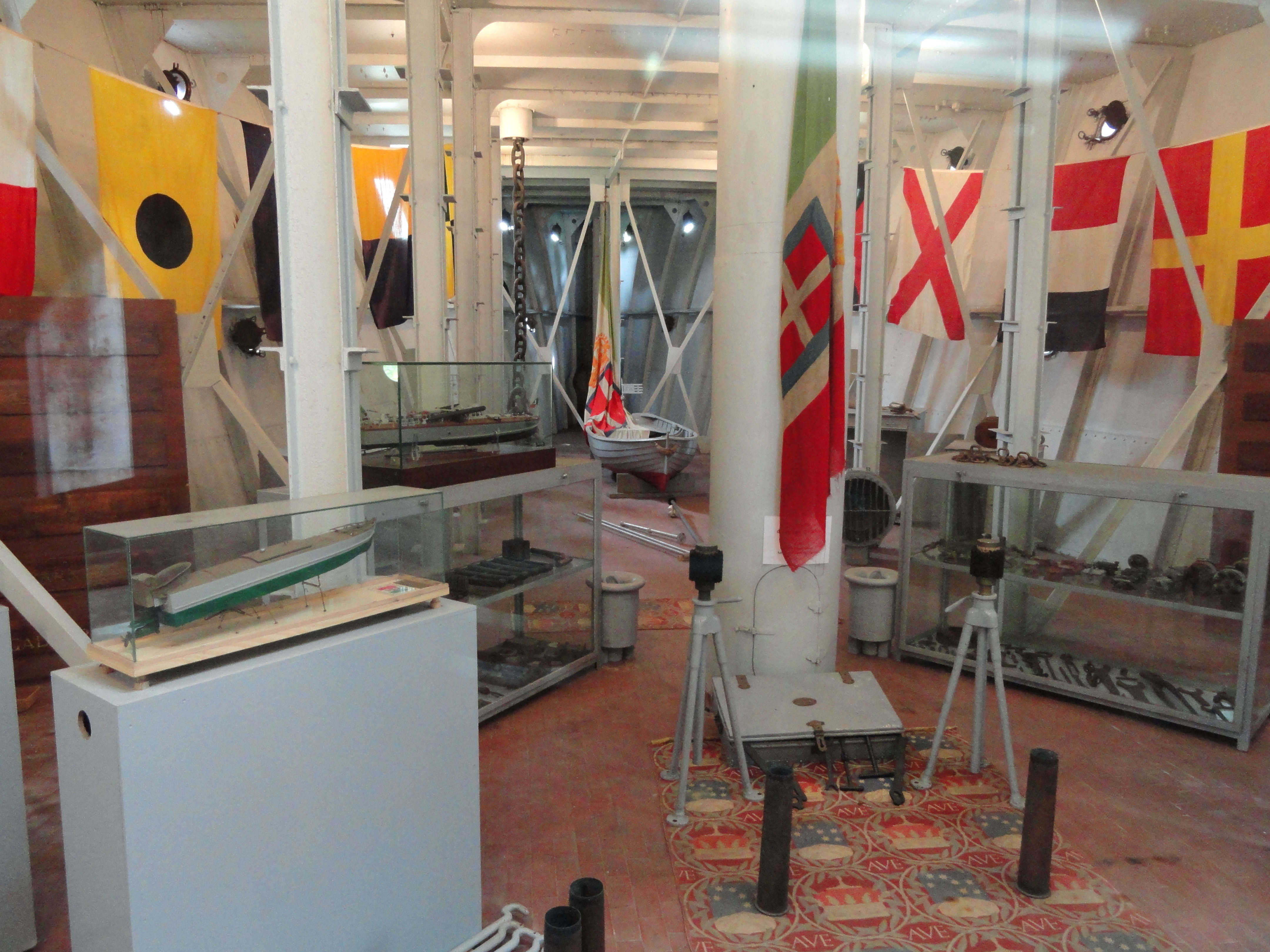
Musée à bord
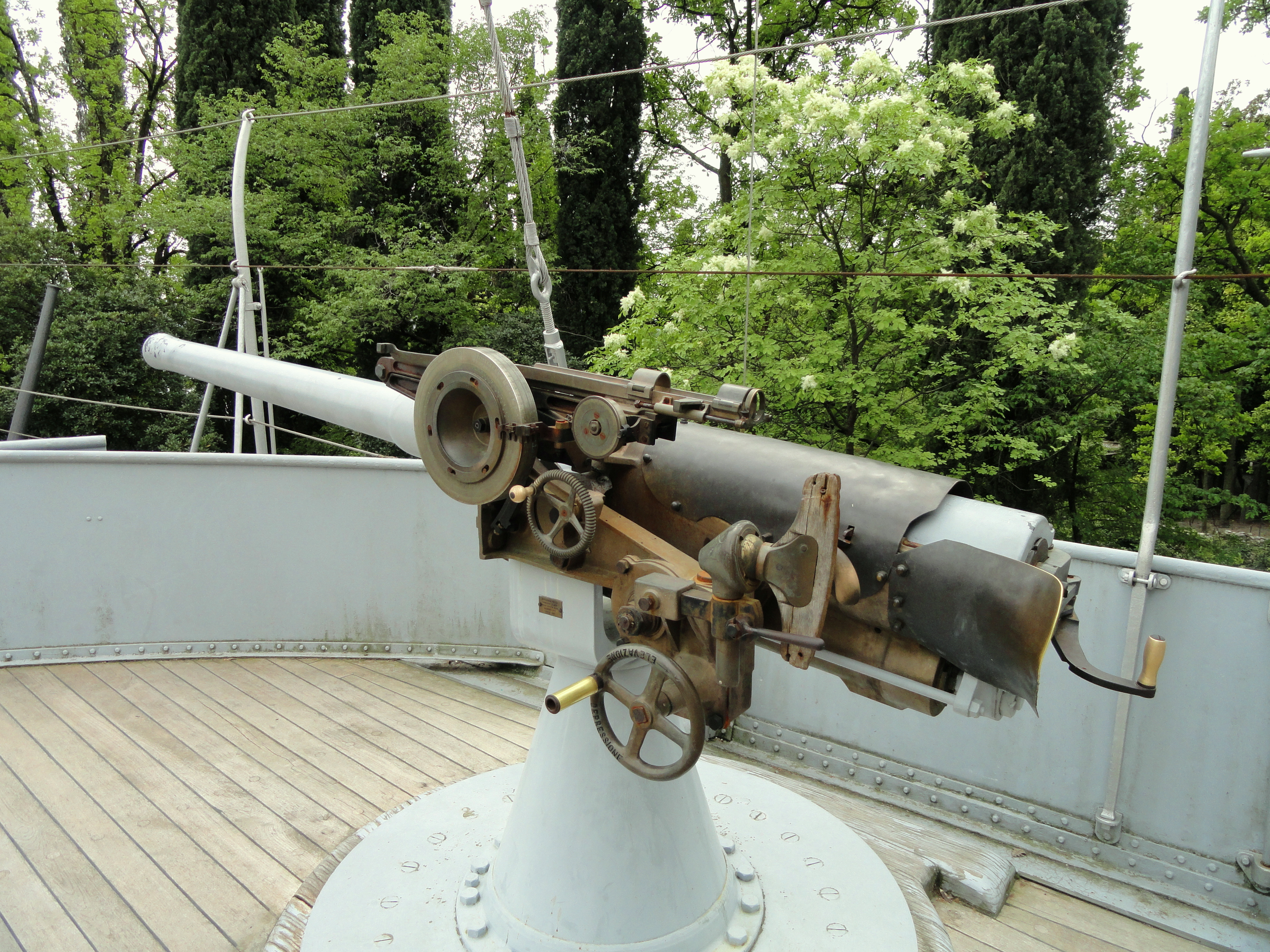
Pièce d'artillerie